# Lourouer-Saint-Laurent
Lourouer-Saint-Laurent – miejscowość i gmina we Francji, w Regionie Centralnym, w departamencie Indre.
Według danych na rok 1990 gminę zamieszkiwało 228 osób, a gęstość zaludnienia wynosiła 20 osób/km² (wśród 1842 gmin Regionu Centralnego Lourouer-Saint-Laurent plasuje się na 912. miejscu pod względem liczby ludności, natomiast pod względem powierzchni na miejscu 1073.).